# Sinularia acetabulata
Sinularia acetabulata är en korallart som beskrevs av Verseveldt och Tursch 1979. Sinularia acetabulata ingår i släktet Sinularia och familjen läderkoraller. Inga underarter finns listade i Catalogue of Life.